# Metod Mikuž
Metod Mikuž, slovenski zgodovinar, * 22. december 1909, Prečna, † 9. april 1982, Ljubljana.
Metod Mikuž se je rodil na v družini vernega katoliškega učitelja na Prečni. Po osnovnem šolanju je odšel na klasično gimnazijo v Zavodu Sv. Stanislava v Šentvidu. Tam je leta 1931 maturiral in se potem vpisal na študij teologije, ki ga je zaključil leta 1936. Škof Rožman ga je leta 1935 posvetil v duhovnika, nato je najprej bil nekaj časa njegov tajnik. Že pred tem je bil ordiniran. Do leta 1940 je bil kaplan v Mengšu, Trebnjem in Kočevju. Ob delu je pripravljal tudi disertacijo s katero je bil aprila 1941 promoviran za doktorja teologije, pravnozgodovinske skupine. Naslov disertacije je bil Vrsta stiskih opatov: doneski k zgodovini stiske opatije. Od 1940 je študiral zgodovino. Zaposlil se je v škofijskem arhivu kot pomožni arhivar. Delo je opravljal do pozne jeseni 1942, ko konec decembra odšel v partizane. V času  okupacije je veljal za suspendiranega. Bil je prvi duhovnik, ki je odšel v partizane. Prevzel je delo verskega referenta pri Glavnem štabu NOV in POS.
Na zboru odposlancev slovenskega naroda v Kočevju je bil izvoljen v Slovenski narodnoosvobodilni odbor, kasneje preimenovan v Slovenski narodnoosvobodilni svet. Bil je član slovenske delegacije na zasedanju AVNOJ v Jajcu konec novembra 1943, kjer je bil izvoljen v predsedstvo AVNOJ.
Ob koncu vojne je zapustil duhovniški stan. Zadnjič je maševal 14. maja 1945, ko je v ljubljanski stolnici vodil mašo zadušnico za padle v vojni.
Po koncu vojne se je odločil za študij zgodovine, ki ga je zaključil marca 1946. Novembra 1946 je bil z disertacijo Topografija stiške zemlje, promoviran za doktorja zgodovinskih znanosti.
Mikuž je bil julija 1947 imenovan za izrednega profesorja zgodovine narodnoosvobodilnega boja. To je bila prva stolica za to obdobje na kateri od jugoslovanskih univerz. Nastopno predavanje je bilo oktobra 1947. Vsebina tega predavanja je bil Zbor odposlancev v Kočevju.
Za rednega profesorja (za zgodovino po prvi svetovni vojni) je bil izvoljen leta 1956. Mikuž je bil dekan Filozofske fakultete od 1958 do 1960.  Za svoje delu na Univerzi je bil dve leti po upokojitvi, 1979, leta 1981 imenovan za zaslužnega profesorja.
Mikuž je raziskoval slovensko zgodovino 20. stoletja, predvsem čas med obema svetovnima vojnama in drugo svetovno vojno. O medvojnem času je objavil prvi podroben pregled v knjigi Oris zgodovine Slovencev v stari Jugoslaviji (1965). Najobsežnejši pregled zgodovine narodnoosvobodilnega boja pa je Pregled zgodovine narodnoosvobodine borbe v Sloveniji, ki je v petih delih izšlo med leti 1960 in 1973.
Mikuž je bil nekaj let po vojni tudi politično aktiven kot (ljudski) poslanec, kasneje pa postal do oblasti precej kritičen.
Mikuž je prejel Kidričevo nagrado (1974) in nagrado AVNOJ (1980) ter bil nosilec Partizanske spomenice 1941.

## Dela (knjige) (izbor)
- Vrsta  stiških  opatov. (Doneski  k   zgodovini   stiške   opatije.) Inavguralna  disertacija, 1941 (COBISS)
- Topografija stiške zemlje: Doneski k zgodovini stiške opatije, 1946 (COBISS)
- Iz Dolomitov na Rog, 1947
- Pregled razvoja NOB u Sloveniji I, 1956
- Pregled zgodovine narodnoosvobodilne borbe v Sloveniji 1-5, 1960, 1961, 1973
- Druga svetovna vojna - kratek oris, 1961
- Oris zgodovine Slovencev v stari Jugoslaviji (1917-1941), 1965
- Svet med vojnama (1918-1939), 1966
- Svet po vojni (1945-1957): Oris časa, v katerem živimo, 1983
- Svet po vojni (1958-1963): Oris časa, v katerem živimo (2.del), 1984